# Membraan

Biologische membranen hebben een selectief doorlatende functie

Een membraan (vr. binnen biologie, onz. binnen techniek) is een dunne, vlakke structuur die een afscheiding vormt en in veel gevallen een selectief doorlatende functie heeft. Membranen kunnen over het algemeen worden onderverdeeld in synthetische membranen en biologische membranen. Een biologisch membraan bestaat uit een dubbellaag van lipiden en heeft de functie om bepaalde stoffen door te laten en andere tegen te houden, zoals kleine moleculen, ionen en andere deeltjes. Synthetische membranen worden toegepast in laboratoria en de chemische industrie.
Membranen kennen vele industriële en wetenschappelijke toepassingen, zoals filtratie en compartimentalisatie. Ze kunnen gemaakt zijn van kunststoffen, polymeren of keramische materialen, en worden onder andere ingezet voor waterzuivering, gasverwerking of in elektrochemische toepassingen zoals brandstofcellen. Deze membranen hebben vaak een specifieke porositeit (poreusheid), waardoor ze bepaalde moleculen kunnen laten passeren, afhankelijk van grootte, lading of chemische eigenschappen.
Membranen bezitten mechanische eigenschappen zoals vloeibaarheid, stroefheid en kunnen meerlagig opgebouwd zijn. De lipiden en eiwitten in biologische membranen kunnen zich binnen de laag kunnen verplaatsen, iets wat essentieel is voor hun functie. Ze vertonen ook selectieve permeabiliteit, wat betekent dat ze specifiek bepalen welke stoffen wel of niet kunnen passeren.

## Biologie
Biologische membranen vormen een belangrijke basis van het leven. Zo worden alle cellen omgeven door een celmembraan om de moleculen die een cel nodig heeft bij elkaar te houden en af te scheiden van de buitenwereld. Binnen eukaryotische cellen worden ook de organellen door membranen bij elkaar gehouden en van elkaar gescheiden, zoals de vacuolemembraan en de kernmembraan. Een celmembraan is opgebouwd uit een lipide dubbellaag, over het algemeen een dubbele laag fosfolipiden.
Andere voorbeelden van biologische membranen zijn volgende:
- steunweefsel zoals fascie;
- membrana tympani, het trommelvlies

Dit soort membranen zijn opgebouwd uit vliesvormig bindweefsel dat zich tussen de cellen bevindt.

## Natuurwetenschap
Door de mens gemaakte membranen vormen een belangrijke component in veel systemen. Zo zijn er membranen die worden gebruikt:
- om de elektrolyten in een elektrochemische reactie te scheiden, zoals in een brandstofcel
- in een expansievat om water te scheiden van een luchtbel onder hoge druk
- bij zuivering van vloeistoffen door omgekeerde osmose, zoals bij nierdialyse (ultrafiltratie) of bij waterzuivering (membraanfiltratie)
- bij het maken van blauwe energie, bij Pressure Retarded Osmosis, waar watermoleculen door een semipermeabele membraan te laten leiden, aangetrokken door het hogere zoutgehalte in een van door het membraan afgescheiden compartimenten
- bij omgekeerde elektrodialyse waar uit zoutwater de positieve natriumionen en negatieve chloride-ionen door ionselectieve membranen geleid kunnen worden, waardoor spanningsverschillen ontstaan

De mate waarin deze membranen een stof doorlaten wordt permeabiliteit genoemd.
Een membraan is een zeer abstract begrip uit de theoretische natuurkunde, uit de M-theorie.

## Geluidstechniek

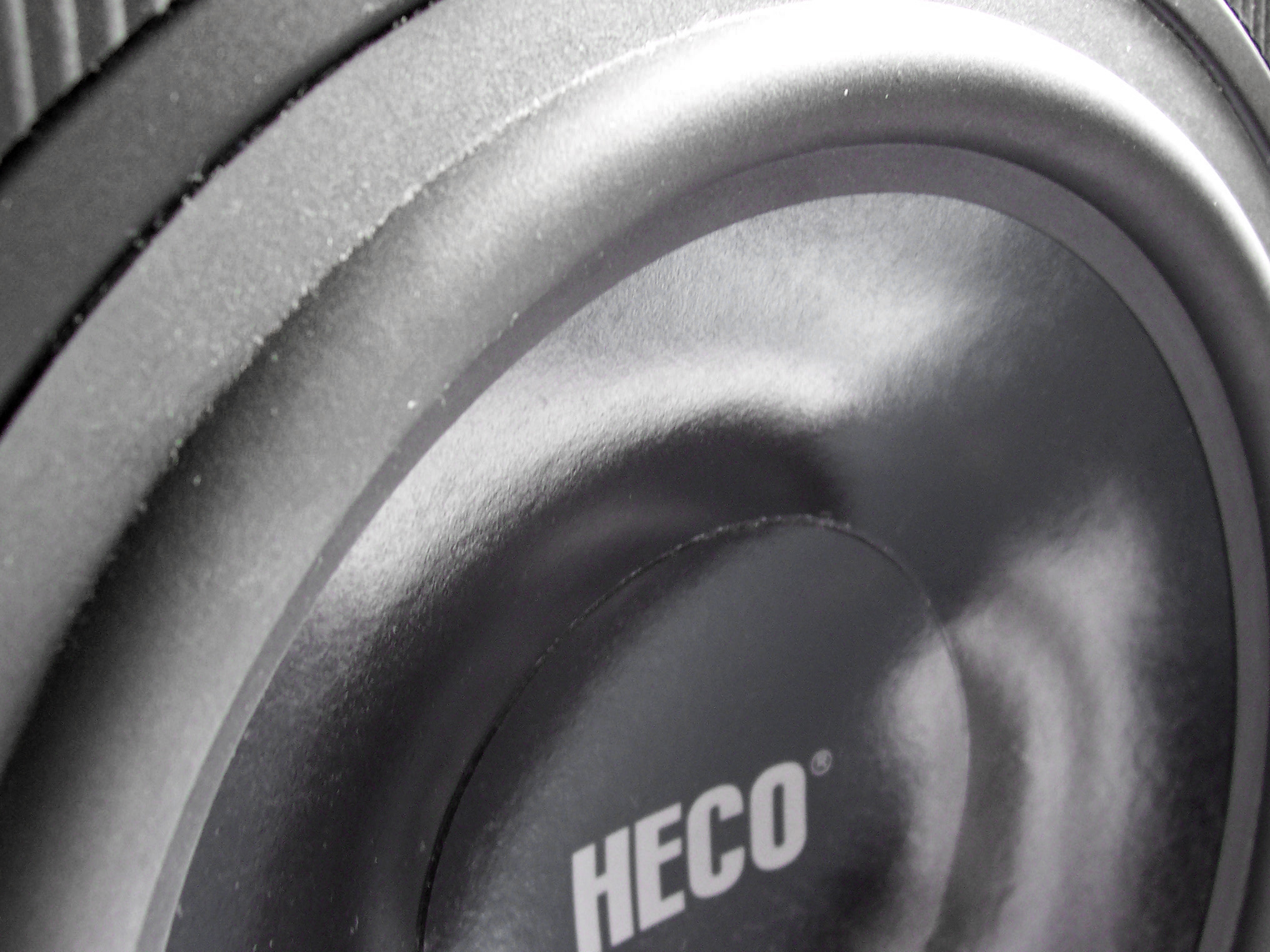
Membraan van een luidspreker

In de geluidstechniek komen membranen veel voor, met name in:
- membranofonen, die doorgaans bestaan uit een 'ketel' met een gespannen vel over de bovenkant, waarop geslagen of gewreven wordt. De holle vorm - waarvan soms ook onderkant door een vel is bespannen - werkt als klankkast en versterkt het geluid van het membraan dat wordt beroerd. De toonhoogte hangt van allerlei factoren af, zoals de spanning in het membraan en het materiaal waarvan dit is gemaakt. Ook de vorm van de ketel heeft veel invloed op het timbre. Voorbeelden zijn: de trommel, de pauk, de bongo, de conga, de djembé, de darbuka, de batá-drum en de sabar
- een microfoon om de geluidstrillingen op te vangen en om te zetten in elektriciteit
- luidsprekers om elektromagnetische of elektrostatische kracht in beweging om te zetten als geluid

Deze membranen mogen geen medium (lucht) doorlaten omdat dat het rendement van de geluidsopbrengst nadelig zou beïnvloeden.